# 船浮港

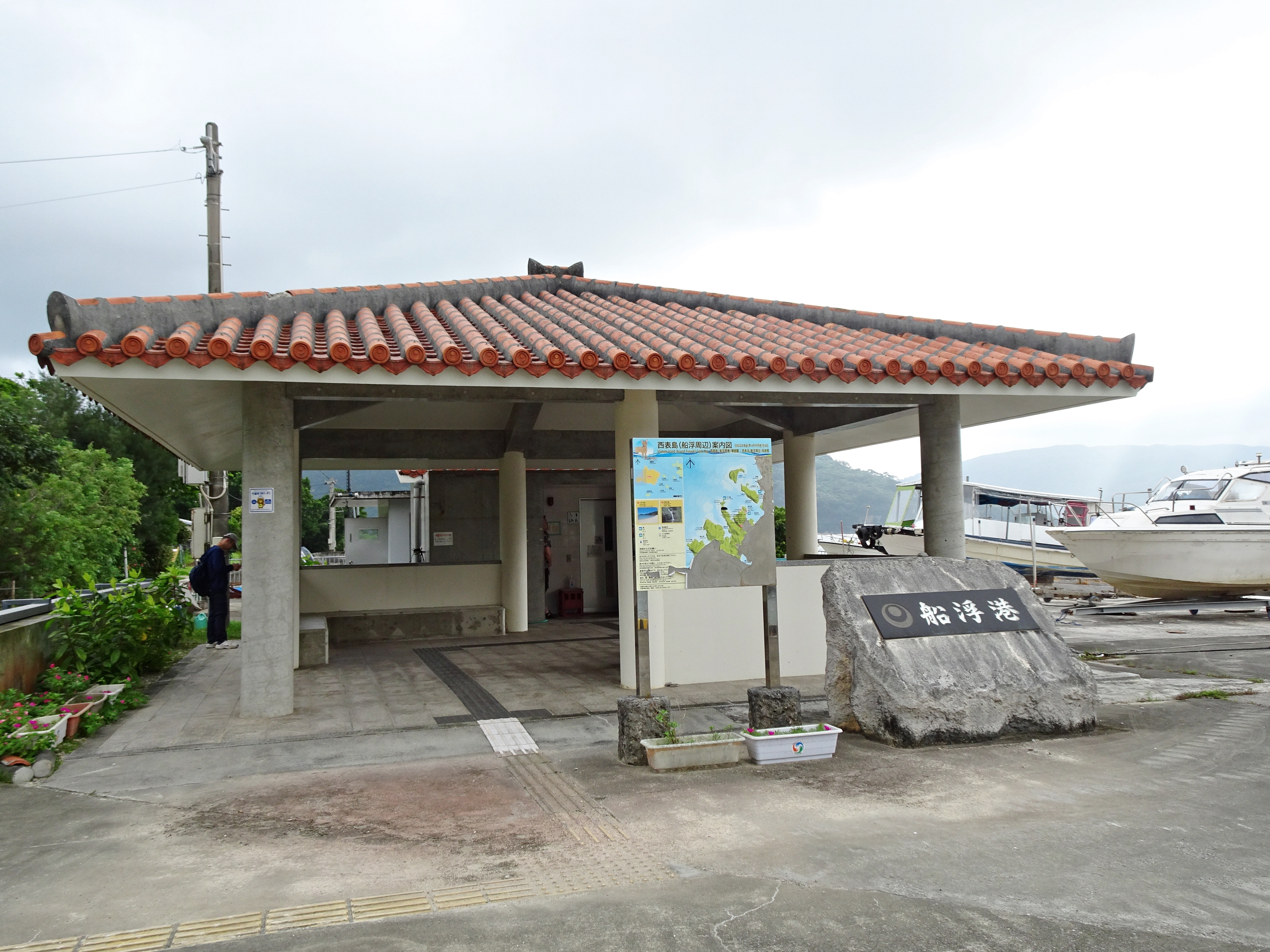
船浮港待合所

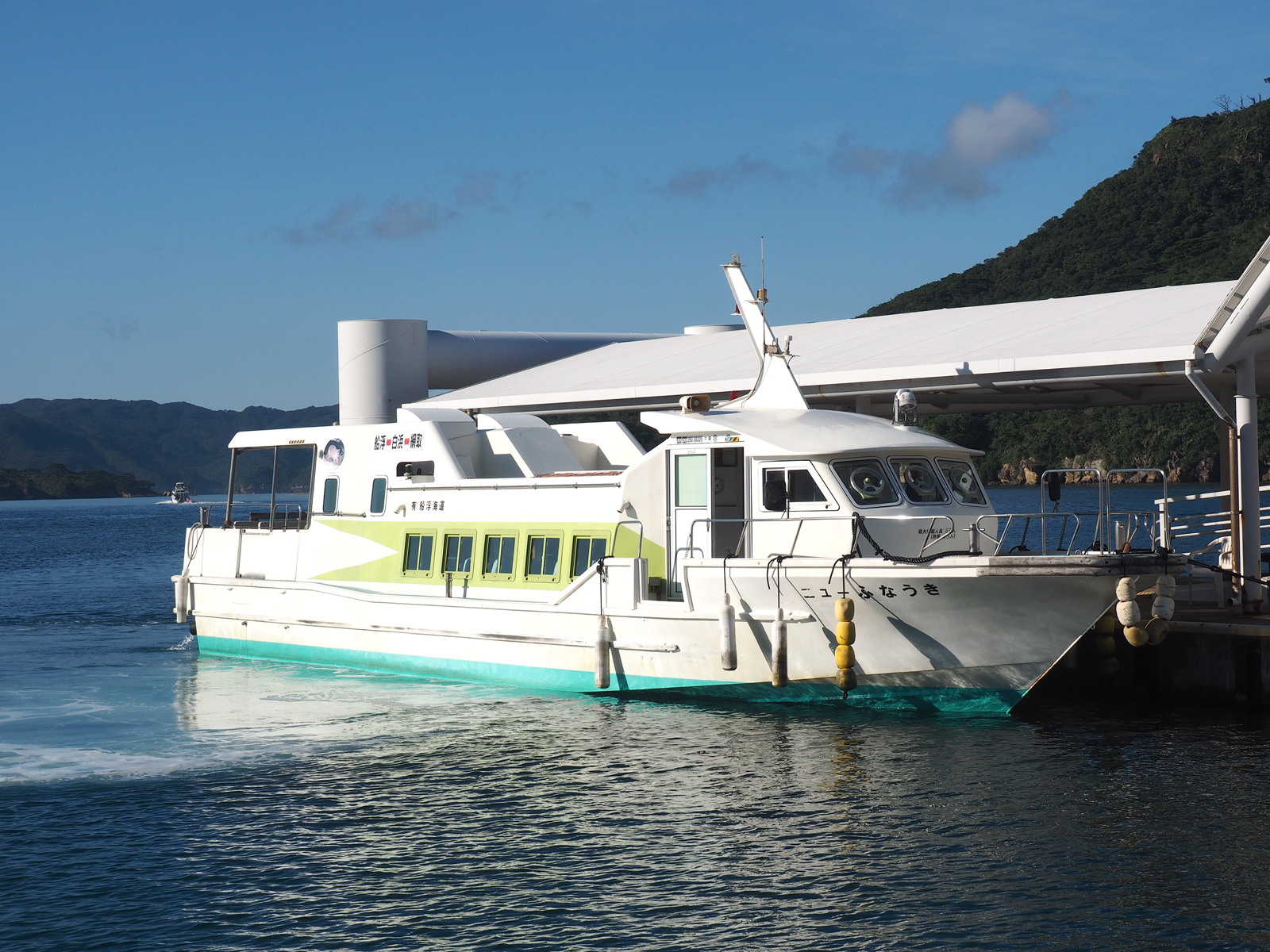
かつて船浮港-白浜港に就航していた船浮海運のニューふなうき（白浜港）

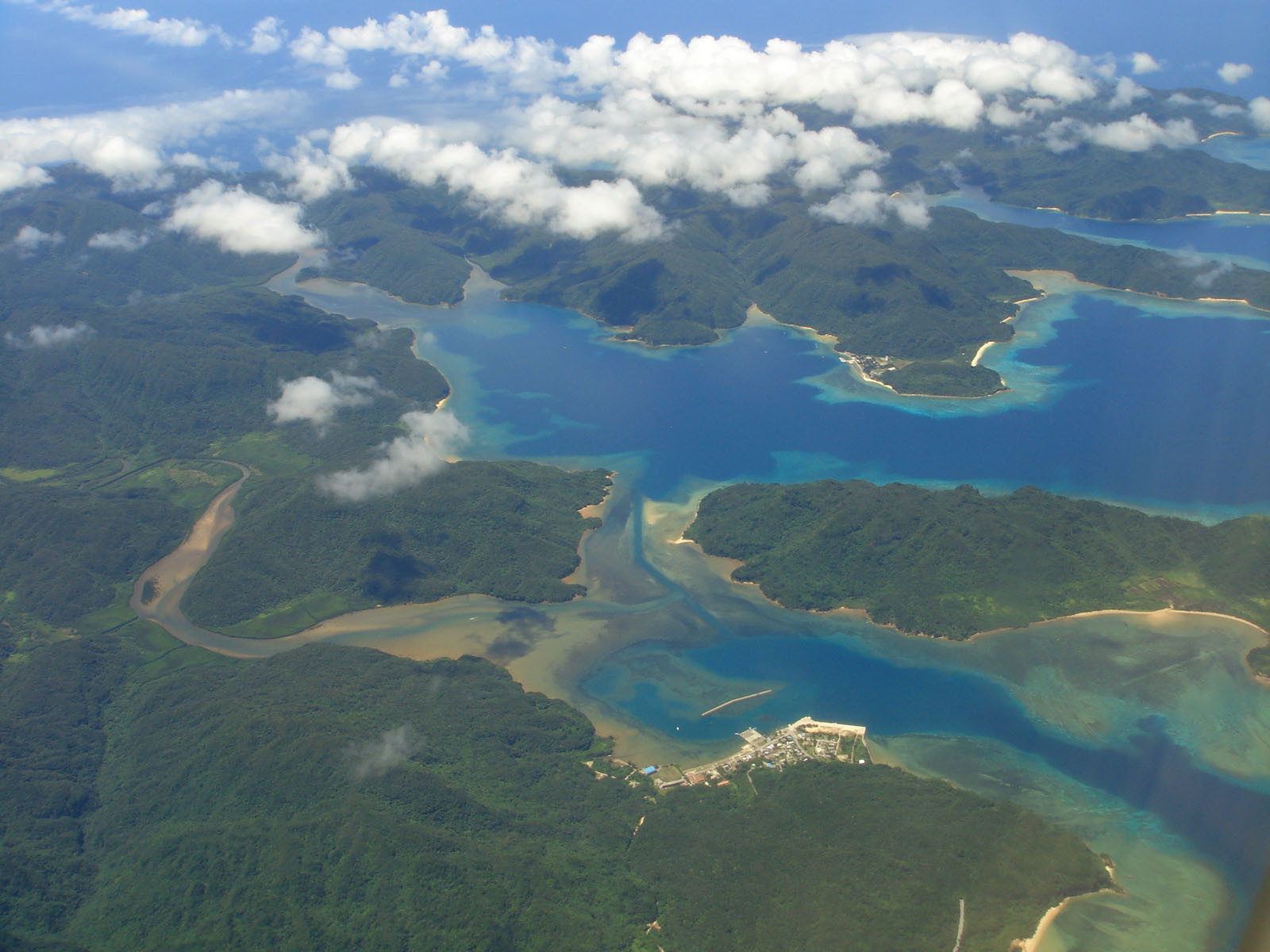
船浮湾

船浮港（ふなうきこう）は、沖縄県八重山郡竹富町の西表島・船浮地区にある地方港湾であり、全国に36港ある避難港のひとつである。港湾管理者は沖縄県。統計法に基づく港湾調査規則では乙種港湾に分類されている。

## 概要
浮桟橋などの港湾施設を備え定期旅客船等が発着する船浮地区と、船浮湾全域からなり避難港として機能する港内地区とで構成される。
船浮港が所在する船浮地区は、西表島の西部に位置し島内の他の集落と道路が通じていない文字通りの陸の孤島で、船舶が集落外への唯一の交通手段であり、住民はほぼ全世帯が船舶を保有しているため、船浮港は日常生活に不可欠の生活港湾である。
また、船浮湾は、湾口に位置する内離島が衝立のような役割を果たし、船舶の停泊に適することから、古くから避難港として利用されてきた。

## 沿革
- 1911年（明治44年） - 米国軍艦オールバニが入港[10]。
- 1972年（昭和47年）5月15日 - 本土復帰に伴い地方港湾に指定[8]。
- 1989年（平成元年）4月19日 - 港湾区域変更[8]。
- 2008年（平成20年）3月4日 - 浮桟橋の供用開始[11]
- 2008年（平成20年）3月25日 - 旅客待合所の供用開始[11]。

## 施設
- 係留施設[2]
  - 物揚場 (-3.5m) - 20m
  - 物揚場 (-2.0m) - 30m
  - 浮桟橋 - 1基
  - 船揚場 - 30m
  - 係船浮標 - 6基
- 旅客待合所 - 鉄筋コンクリート構造平屋建て、延床面積55.96m2。多目的トイレ等が設置されている[11]。

## 定期航路
船浮海運が以下の定期航路を運航している。
- 白浜港